# Francis Whittier Pennell
Francis Whittier Pennell (4 de agosto de 1886, Wawa, condado de Delaware, Pensilvania - 3 de febrero de 1952) fue un botánico estadounidense.
Recibió título de bachiller en la escuela Westtown, en 1911; y el de doctor en la Universidad de Pensilvania en 1913.
De 1914 a 1921 estuvo en el equipo del Jardín Botánico de Nueva York, y luego fue curador de Plantas en la Academia de Ciencias Naturales de Filadelfia.
Más tarde fue curador del Herbario de la Universidad de Carolina del Norte.
Fue prolífico escritor, de varios géneros botánicos, de problemas taxonómicos en general, y de historia botánica. Su trabajo más grande fue sobre flora del sur de los Apalaches "The Scrophulariaceae of Eastern Temperate North America: Monograph 1, Academy of Naturay Sciences of Philadelphia, 650 pp. 1935."
Falleció de un ataque al corazón mientras era entrevistado un domingo en "Meeting at Media".

## Honores

### Eponimia
- (Brassicaceae) Pennellia Nieuwl.[1]

Especies (172 registros)
- (Acanthaceae) Sanchezia pennellii Leonard[2]

- (Alstroemeriaceae) Bomarea pennellii Killip[3]

- (Violaceae) Hybanthus pennellii (C.V.Morton) B.L.Turner[4]
- La abreviatura «Pennell» se emplea para indicar a Francis Whittier Pennell como autoridad en la descripción y clasificación científica de los vegetales.[5]